# Henri Bornecque
Henri Bornecque, né le 4 avril 1871 à Paris et mort le 15 octobre 1935 dans la même ville, est un latiniste français. Il a fait l'essentiel de sa carrière à l'université de Lille.

## Biographie
Henri Bornecque est le fils d'un officier du génie. Il entre à l'École normale supérieure de la rue d'Ulm en 1892. il est reçu à l'agrégation de grammaire en 1895 et obtient le doctorat ès-lettres à la faculté des lettres de Paris en 1898.
De 1896 à 1899, il enseigne à Paris (lycée Condorcet, puis lycée Montaigne), puis aux lycées de Châteauroux et de Poitiers. À la rentrée 1899, il est nommé maître de conférences de langue et littérature latines à la faculté des lettres de Rennes, puis, l'année suivante, à celle de Lille. Il devient professeur adjoint en 1903, professeur de philologie latine (1906), puis de langue et littérature latines toujours à la faculté des lettres de Lille de 1913 à sa mort en 1935.
Henri Bornecque s'est surtout illustré comme éditeur et traducteur de nombreuses œuvres de la littérature latine : Cicéron, Macrobe, Ovide, Quintilien, Pline le Jeune, Sénèque le Rhéteur, Tacite. Il est aussi l'auteur de nombreux ouvrages à caractère pédagogique ou méthodologique concernant le latin : grammaire, conseils pour les épreuves de version et de thème, etc. ; le plus connu est sans doute son dictionnaire pour les candidats au baccalauréat.
L’Académie française lui décerne le prix Jules-Janin en 1902 pour Sénèque le rhéteur. Controverses et Suasoires et le prix d’Académie en 1931 pour l'ensemble de ses traductions. L'Académie des inscriptions et belles-lettres lui décerne le prix Bordin (Antiquité classique) en 1908 pour Les clausules métriques latines.

## Ouvrages
- La prose métrique dans la correspondance de Cicéron, Paris, E. Bouillon, 1898, XVIII-218-130 p. (thèse).
- Précis de prosodie et métrique grecque et latine, Paris, De Boccard, 1933 (1re éd. 1900), 160 p. (lire en ligne)
- Les déclamations et les déclamateurs d'après Sénèque le Père (coll. « Travaux et mémoires de l'Université de Lille »), Lille, 1902, 214 p.
- Les clausules métriques latines (coll. « Travaux et mémoires de l'Université de Lille »), Lille, 1907, XVIII-616 p.
- Rome et les Romains : littérature, histoire, antiquités publiques et privées (en collab. avec Daniel Mornet), Paris, Delagrave, 1912, VII-238 p. (nombreuses rééd.).
- Tite-Live, Paris, Boivin & Cie, 1933
- Le Dictionnaire latin-français du baccalauréat (en collab. avec Fernand Cauët), Paris, Belin, 1936 (nombreuses rééd.).
- Les « Catilinaires » de Cicéron : étude et analyse, Paris, Mellottée, 1937, 348 p. (lire en ligne)
- La France d’aujourd’hui (en collab. avec Benno Rottgers), Vienne, Tempsky ; Leipzig, G. Freytag, 1910, 258 p., ill.

## Traductions
- Cicéron, Divisions de l’Art oratoire - Topiques, Les Belles Lettres, 1924
- Cicéron (trad. avec Edmond Courbaud), De L'orateur : Livre III, t. III, Les Belles Lettres, 1930
- Ovide, L’Art d’aimer, Les Belles Lettres, 1924
- Ovide, Les Amours, Les Belles Lettres, 1930
- Ovide, Les Remèdes à l’Amour, Les Belles Lettres, 1930
- Tacite (trad. avec Henri Goelzer), Dialogue des Orateurs., Les Belles Lettres, 1936
- Quintilien, Institution oratoires, t. I : Livres I-III, Garnier, 1933
- Quintilien, Institution oratoires, t. II : Livres IV-VI, Garnier, 1933
- Quintilien, Institution oratoires, t. III : Livres VII-IX, Garnier, 1934 (lire en ligne)
- Quintilien, Institution oratoires, t. IV : Livres X-XII, Garnier, 1934 (lire en ligne)